# Frank Knight
Frank Hyneman Knight (7 de novembro de 1885 – 15 de abril de 1972) foi um economista americano que passou a maior parte da sua carreira na Universidade de Chicago, onde ele tornou-se um dos fundadores da Escola de Chicago. Os vencedores do Nobel Milton Friedman, George Stigler e James M. Buchanan foram todos estudantes de Knight em Chicago. Ronald Coase afirmou que Knight, mesmo sem ser seu professor, foi uma grande influência em seu pensamento.

## Biografia
Knight (B.A., Milligan College,1911; B.S. e A.M., Tennessee, 1913; Ph.D., Cornell, 1916) nasceu em McLean County, Illinois, em 1885. A maior parte de sua carreira se deu na Universidade de Chicago, onde ele foi professor emérito de Ciências Sociais e Filosofia. Knight foi um dos economistas de vanguarda do mundo, tendo feito contribuições importantes para muitos problemas da teoria econômica e filosofia social. Ele é conhecido por sua obra Incerteza do Risco e Lucro, um estudo monumental sobre o papel do empreendedor na vida econômica. Em 1950, ele foi nomeado presidente da Associação Econômica Americana e, em 1957, recebeu o Prêmio Francis A. Walker, dado a "no máximo uma vez a cada cinco anos para o economista vivo (dos Estados Unidos) que, no julgamento da entidade, durante sua carreira deu a maior contribuição à economia". Suas cinzas estão enterradas na cripta da Primeira Igreja Unitariana de Chicago.
Knight é conhecido como o autor do livro 'Incerteza do Risco e Lucro, baseado em sua dissertação de Ph.D. na Universidade de Cornell. Nesse livro, ele diferencia o risco econômico da incerteza. Situações com risco são aquelas nas quais os resultados são desconhecidos mas regidos por distribuição de probabilidades conhecidas desde o início. Ele argumentou que essas situações, regras de tomada de decisão tais como a maximização da utilidade esperada podem ser aplicadas, diferindo enormemente daquelas "incertas", nas quais não apenas os resultados, mas mesmo os modelos de probabilidade que as regem são desconhecidos. Knight argumentou que a incerteza dá lugar ao lucro que a competição perfeita não poderia eliminar.
Embora a maioria dos economistas atualmente reconheçam a distinção de Knight entre risco e incerteza, a distinção não resultou em muita modelagem teórica ou trabalho empírico. Uma exceção possível é o modelo de "Mercados a partir de Redes" desenvolvido pelo sociólogo Harrison White em 2002.
Knight também é famoso por ter debatido com Arthur Cecil Pigou sobre custo social. Ele também contribuiu para o argumento dos pedágios. Ele afirmou que ao invés de os congestionamentos justificarem os pedágios públicos de ruas, as estradas privadas deveriam colocar pedágios para reduzir o congestionamento para seu nível de eficiência.

## Principais publicações
- "The Concept of Normal Price in Value and Distribution", 1917, QJE.
- Risk, Uncertainty and Profit, 1921, ISBN 978-0-9840614-2-6.
- "Cost of Production and Price Over Long and Short Periods", 1921, JPE.
- "Cassel's Theoretische Sozialökonomie", 1921, JPE. Gustav Cassel, Theoretische Sozialökonomie, 1923

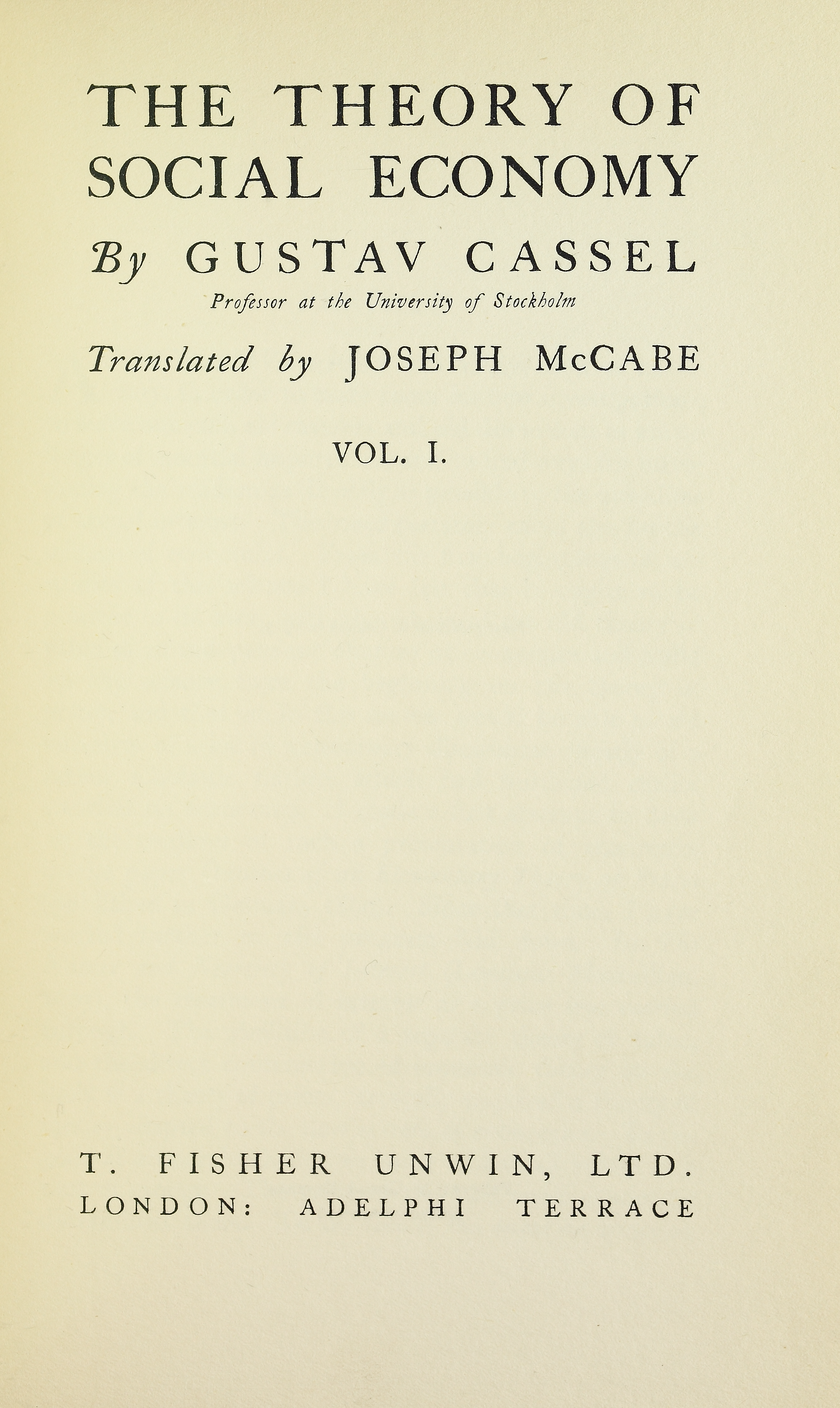
Gustav Cassel, Theoretische Sozialökonomie, 1923

- "Ethics and the Economic Interpretation", 1922, QJE (repr. in 1999, I)
- "The Ethics of Competition", 1923, QJE (repr. in 1999, I)
- "Business Management: Science or Art?", 1923 Journal of Business.
- "Some Fallacies in the Interpretation of Social Cost", 1924, QJE (repr. in 1999, I)
- "The Limitations of Scientific Method in Economics", 1924, in Tugwell, editor, Trend of Economics (repr. in 1999, I)
- "Fact and Metaphysics in Economic Psychology", 1925, AER (repr. in 1999, I)
- "A Note on Professor Clark's Illustration of Marginal Productivity", 1925, JPE.
- "Economic Psychology and the Value Problem", 1925, QJE.
- "Economics at its Best: Review of Pigou", 1926, AER.
- "Historical and Theoretical Issues in the Problem of Modern Capitalism", 1928, Journal of Econ & Business History (repr. in 1956 & 1999, I)
- "A Suggestion for Simplifying the Statement of the General Theory of Price", 1928, JPE.
- "Freedom as Fact and Criterion", 1929, Int J of Ethics
- "Statics and Dynamics: Some queries regarding the mechanical analogy in economics", 1930, ZfN (repr. in 1956 & 1999, I)
- "Professor Fisher's Interest Theory: A case in point", 1931, JPE.
- "Modern Economic Society Further Considered", 1932, JPE.
- "The Newer Economics and the Control of Economic Activity", 1932, JPE (repr. in 1999, I)
- The Economic Organization, 1933.
- "Capitalistic Production, Time and the Rate of Return", 1933, in Essays in Honor of Gustav Cassel (repr. in 1999, I)
- "The Nature of Economic Science in Some Recent Discussion", 1934, AER.
- "Social Science and the Political Trend", 1934, Univ of Toronto Quarterly
- "Common-Sense of Political Economy: Wicksteed Reprinted", 1934, JPE (repr. in 1956)
- The Ethics of Competition and Other Essays, 1935.
- "The Ricardian Theory of Production and Distribution", 1935, Canadian JE (repr. in 1956 & 1999, I)
- "A Comment on Machlup", 1935, JPE.
- "Professor Hayek and the Theory of Investment", 1935, EJ.
- "The Theory of Investment Once More: Mr. Boulding and the Austrians", 1935, QJE.
- "Some Issues in the Economics of Stationary States", 1936, AER.
- "The Place of Marginal Economics in a Collectivist System", 1936, AER.
- "The Quantity of Capital and the Rate of Interest", 1936, JPE (repr. in 1999, I)
- "Pragmatism and Social Action: Review of Dewey", 1936, Int J of Ethics
- "Note on Dr. Lange's Interest Theory", 1937, RES.
- "Unemployment: and Mr. Keynes's revolution in economic theory", 1937, Canadian JE (repr. in 1999, I)
- "On the Theory of Capital: In reply to Mr. Kaldor", 1938, Econometrica.
- "Bertrand Russell on Power", 1939, Ethics.
- "The Ethics of Liberalism", 1939, Economica.
- "Socialism: The Nature of the Problem", 1940, Ethics (repr. in 1999, II)
- "'What is Truth' in Economics", 1940, JPE (repr. in 1956 & 1999, I)
- "The Significance and Basic Postulates of Economics: a rejoinder", 1941, JPE
- "Religion and Ethics in Modern Civilization", 1941, J of Liberal Religion
- "The Meaning of Democracy: its politico-economic structure and ideals", 1941, J of Negro Education
- "Social Science", 1941, Ethics (repr. in 1956)
- "The Business Cycle, Interest and Money: A methodological approach", 1941, REStat (repr. in 1956 & 1999, II)
- "Professor Mises and the Theory of Capital", 1941, Economica.
- "The Role of the Individual in the Economic World of the Future", 1941, JPE.
- Anthropology and Economics, 1941, JPE.
- "Science, Philosophy and Social Procedure", 1942, Ethics
- "Fact and Value in Social Science", 1942, in Anshen, editor, Science and Man
- "Some Notes on the Economic Interpretation of History", 1942, Studies in the History of Culture (repr. in 1999, II)
- "Social Causation", 1943, American Journal of Sociology (repr. in 1956)
- "Diminishing Returns Under Investment", 1944, JPE.
- "Realism and Relevance in the Theory of Demand", 1944, JPE (repr. in 1999, II)
- "The Rights of Man and Natural Law", 1944, Ethics (repr. in 1999, II)
- "Human Nature and World Democracy", 1944, American J of Sociology.
- "Economics, Political Science and Education", 1944, AER
- The Economic Order and Religion, with T.W. Merriam, 1945.
- "Immutable Law in Economics: Its reality and limitations", 1946, AER.
- "The Sickness of Liberal Society", 1946, Ethics (repr. in 1999, II)
- "Salvation by Science: The gospel according to Professor Lundberg", 1947, JPE (repr. in 1956)
- Freedom and Reform: Essays in economics and social philosophy, 1947.
- "Free Society: Its basic nature and problem", 1948, Philosophical Review (repr. in 1956)
- "The Role of Principles in Economics and Politics", 1951, AER (repr. in 1956 & 1999, II)
- "Institutionalism and Empiricism in Economics", 1952, AER.
- On the History and Methods of Economics: Selected essays, 1956, ISBN 978-0-226-44689-9.
- Intelligence and Democratic Action, 1960.
- "Methodology in Economics", 1961, Southern EJ
- "Abstract Economics as Absolute Ethics", 1966, Ethics.
- "Laissez Faire: Pro and con", 1967, JPE (repr. in 1999, II)
- "The Case for Communism: From the Standpoint of an Ex-liberal." (publicado postumamente) em Research in the History of Economic Thought and Methodology, editado por Warren J. Samuels, archival supplement 2 (1991): 57–108.
- Selected Essays by Frank H. Knight, Volume 1: "What is Truth" in Economics?, (editado por Ross B. Emmett), 1999, ISBN 978-0-226-44695-0
- Selected Essays by Frank H. Knight, Volume 2: Laissez Faire: Pro and Con, (editado por Ross B. Emmett), 1999, ISBN 978-0-226-44697-4